# Clube Recreativo Desportivo do Libolo
Il Clube Recreativo Desportivo do Libolo, meglio noto come C.R.D. Libolo, è una società calcistica angolana con sede a Libolo.

## Storia
Il club fu fondato nel 1942, nel 2006 venne rifondato come società polisportiva. La sezione calcistica milita nella Girabola, la massima serie angolana, torneo di cui è campione in carica per il secondo anno consecutivo.
Dopo aver vinto due campionati consecutivi il Recretivo raggiunge i quarti di finale in CAF Champions League.

## Palmarès

### Competizioni nazionali
- Girabola: 4

2011, 2012, 2014, 2015

### Altri piazzamenti
- Girabola:

Secondo posto: 2009
- Supercoppa d'Angola:

Finalista: 2012, 2013

## Rosa 2013
| N. |                       | Ruolo | Calciatore    |
| -- | --------------------- | ----- | ------------- |
|    | Angola (bandiera)     | P     | Valter        |
|    | Angola (bandiera)     | P     | Nilton Paulo  |
|    | Angola (bandiera)     | P     | Landú         |
|    | Angola (bandiera)     | D     | Gomito        |
|    | Angola (bandiera)     | D     | Chico Caputo  |
|    | Angola (bandiera)     | D     | Ari Oliveira  |
|    | Portogallo (bandiera) | D     | Lameirão      |
|    | Portogallo (bandiera) | D     | Pedro Ribeiro |
|    | Portogallo (bandiera) | D     | Carlitos      |
|    | Portogallo (bandiera) | C     | Pedro Marques |
|    | Capo Verde (bandiera) | C     | Sidnei        |
|    | Guinea (bandiera)     | C     | Henry Camara  |

| N. |                       | Ruolo | Calciatore    |
| -- | --------------------- | ----- | ------------- |
|    | Angola (bandiera)     | C     | Quinzinho     |
|    | Argentina (bandiera)  | C     | Andrés Madrid |
|    | Angola (bandiera)     | C     | Rúben Gouveia |
|    | Mozambico (bandiera)  | C     | Manu          |
|    | Angola (bandiera)     | A     | Dário         |
|    | Angola (bandiera)     | A     | Vado          |
|    | Portogallo (bandiera) | A     | Nuno Silva    |
|    | Angola (bandiera)     | A     | Rasca         |
|    | Portogallo (bandiera) | A     | Mano          |
|    | Portogallo (bandiera) | A     | João Tomás    |
|    | Angola (bandiera)     | A     | Aguinaldo     |